# Сан Ђовани (Пезаро и Урбино)
Сан Ђовани је насеље у Италији у округу Пезаро и Урбино, региону Марке.
Према процени из 2011. у насељу је живело 54 становника. Насеље се налази на надморској висини од 433 м.